# 克莱 (夏朗德省)
克莱（法語：Claix，法語發音：[klɛ] ⓘ）是法国夏朗德省的一个市镇，位于该省中南部，属于昂古莱姆区。

## 地理
克莱（45°33'20"N, 0°2'34"E）面积14.87 平方千米，位于法国新阿基坦大区夏朗德省，该省份为法国西部内陆省份，北起德塞夫勒省和维埃纳省，东临上维埃纳省，东南至多尔多涅省，南至多爾多涅省，西接滨海夏朗德省。
与克莱接壤的市镇（或旧市镇、城区）包括：埃特里亚克、瓦勒德维涅、博埃姆河畔穆捷、普拉萨克-鲁菲亚克、鲁莱-圣埃斯泰夫。
克莱的时区为UTC+01:00、UTC+02:00（夏令时）。

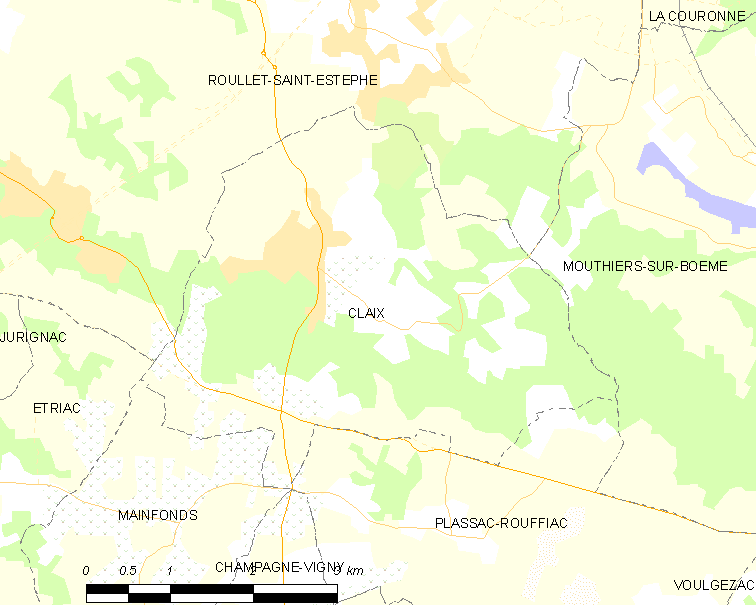
克莱的OSM定位图

## 行政
克莱的邮政编码为16440，INSEE市镇编码为16101。

## 政治
克莱所属的省级选区为博埃姆-埃谢勒县。

## 人口

1962-2008年间克莱人口变化图示

克莱于2022年1月1日时的人口数量为1058人。